# Paurito
Paurito är en ort i Bolivia.   Den ligger i departementet Santa Cruz, i den centrala delen av landet, 270 km nordost om huvudstaden Sucre. Paurito ligger 361 meter över havet och antalet invånare är 2 191.
Terrängen runt Paurito är platt, och sluttar österut. Närmaste större samhälle är Cotoca, 11,5 km nordväst om Paurito.
Omgivningarna runt Paurito är huvudsakligen savann. Runt Paurito är det tätbefolkat, med 297 invånare per kvadratkilometer.